# Arsenal do Alfeite
A Arsenal do Alfeite, S.A. O Ministério da Defesa Nacional, através do Decreto-Lei n.º 33/2009, de 5 de Fevereiro, estabeleceu a extinção do Arsenal do Alfeite, com vista à sua empresarialização. Sucede, então, ao “Arsenal do Alfeite”, a Arsenal do Alfeite, S.A., constituída com a forma de sociedade anónima, com capitais exclusivamente públicos, a qual integra o cluster naval da EMPORDEF, SGPS, S.A., holding das indústrias de defesa portuguesas cuja atividade consiste na gestão de participações sociais detidas pelo Estado em sociedades ligadas direta ou indiretamente às atividades de defesa, como forma indireta de exercício de atividades económicas.
A Arsenal do Alfeite, S.A. iniciou a sua atividade no dia 1 de Setembro de 2009, tendo na sua génese a necessidade de criação de uma entidade de referência na indústria naval, a nível nacional e internacional, imposta pela evolução tecnológica deste sector.
A Arsenal do Alfeite, S.A é uma empresa com uma área de 36 hectares de implantação englobada na Base Naval de Lisboa, que se situa na margem Sul do rio Tejo. Dedica-se, principalmente, à satisfação das necessidades de construção, manutenção e reparação naval da Marinha Portuguesa, de outras Marinhas da Nato e comerciais, utilizando avançadas tecnologias, nomeadamente nas áreas da eletrónica, da optrónica, do armamento, da mecânica e da eletrotecnia.
Dispõe ainda de um sistema de gestão da qualidade, certificado segundo a norma ISO 9001:2008, e um conjunto de laboratórios de ensaios e calibrações acreditados pelo Instituto Português de Acreditação, segundo a norma NP EN ISO/IEC 17025. De destacar a sua capacidade de estudos e projetos de novas embarcações, modificações e conversões, bem como consultoria e a prestação de serviços industriais especializados.

## História
Desde a Idade Média que o Arsenal da Marinha Portuguesa esteve situado na margem norte do Tejo, junto ao Terreiro do Paço, ocupando a área entre esta praça e o Cais do Sodré. No início do Século XX, o desenvolvimento tanto da tecnologia naval, como da própria Cidade de Lisboa inviabilizava a continuidade desta actividade nesse local, pelo que foi necessária a procura de uma nova localização para o Arsenal.
Em 1928 é iniciada a construção do Arsenal do Alfeite, financiada pelas indemnizações alemãs da 1ª Guerra Mundial, após a assinatura do acordo de Versalhes. As obras de construção foram concluídas em Dezembro de 1937 e entrou em plena laboração em 1938, mas só a 3 de Maio de 1939, o Arsenal do Alfeite foi formalmente inaugurado. O Arsenal do Alfeite, criado pelo Decreto-Lei n.º 28 408, de 31 de Dezembro de 1937, foi considerado, então, um dos maiores e melhores apetrechados estabelecimentos do género.
No próprio dia da inauguração foi realizada a cerimónia de Assentamento da Quilha do Navio Hidrográfico D. João de Castro
O Ministério da Defesa Nacional, através do Decreto-Lei n.º 33/2009, de 5 de Fevereiro, estabeleceu a extinção do Arsenal do Alfeite, com vista à sua empresarialização. Sucede, então, ao "Arsenal do Alfeite", a Arsenal do Alfeite, S.A., constituída com a forma de sociedade anónima, com capitais exclusivamente públicos, a qual integra o cluster naval da EMPORDEF, SGPS, S.A., holding das indústrias de defesa portuguesas cuja atividade consiste na gestão de participações sociais detidas pelo Estado em sociedades ligadas direta ou indiretamente às atividades de defesa, como forma indireta de exercício de atividades económicas.
A Arsenal do Alfeite, S.A. iniciou a sua atividade no dia 1 de setembro de 2009, tendo na sua génese a necessidade de criação de uma entidade de referência na indústria naval, a nível nacional e internacional, imposta pela evolução tecnológica deste sector.

## Instalações
As instalações do Arsenal do Alfeite S.A., dispõem de um sistema de gestão da qualidade, certificado segundo a norma ISO 9001:2008, e um conjunto de laboratórios de ensaios e calibrações acreditados pelo Instituto Português de Acreditação, segundo a norma NP EN ISO/IEC 17025. De destacar a sua capacidade de estudos e projetos de novas embarcações, modificações e conversões, bem como consultoria e a prestação de serviços industriais especializados.
O Arsenal do Alfeite, inclui:
- 35 áreas tecnológicas para a construção e reparação de navios;
- 672 metros de cais de atracação;
- 3 planos inclinados de 150 m, 120 m e 53 m, respetivamente;
- 1 doca flutuante com comprimento de 60 m e largura de 12 m;
- 1 doca seca com comprimento de 138 m e largura de 18 m.
- 1 Guindaste 40,0 tons x 20m – Cais Acostável
- 1 Guindaste 3 tons x 20m – Cais Acostável / Doca Flutuante
- 1 Guindaste 12 tons x 20m – Plano Inclinado 1
- 1 Guindaste 5,0 tons x 27m – Doca Seca

A 29 de Junho de 1990 foi feito Membro-Honorário da Ordem Civil do Mérito Agrícola e Industrial Classe Industrial.

## Alguns projetos

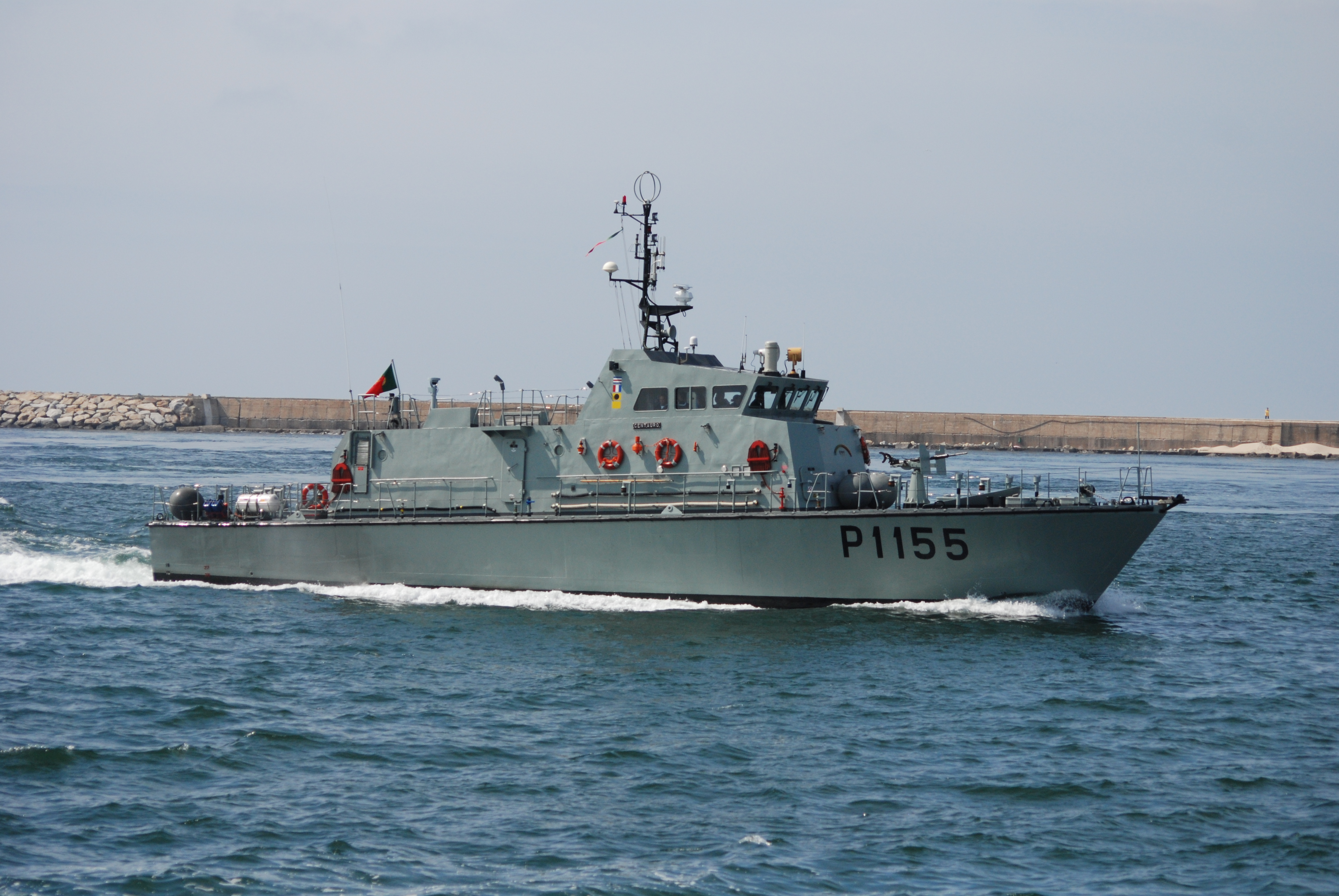
Lancha da Classe Centauro
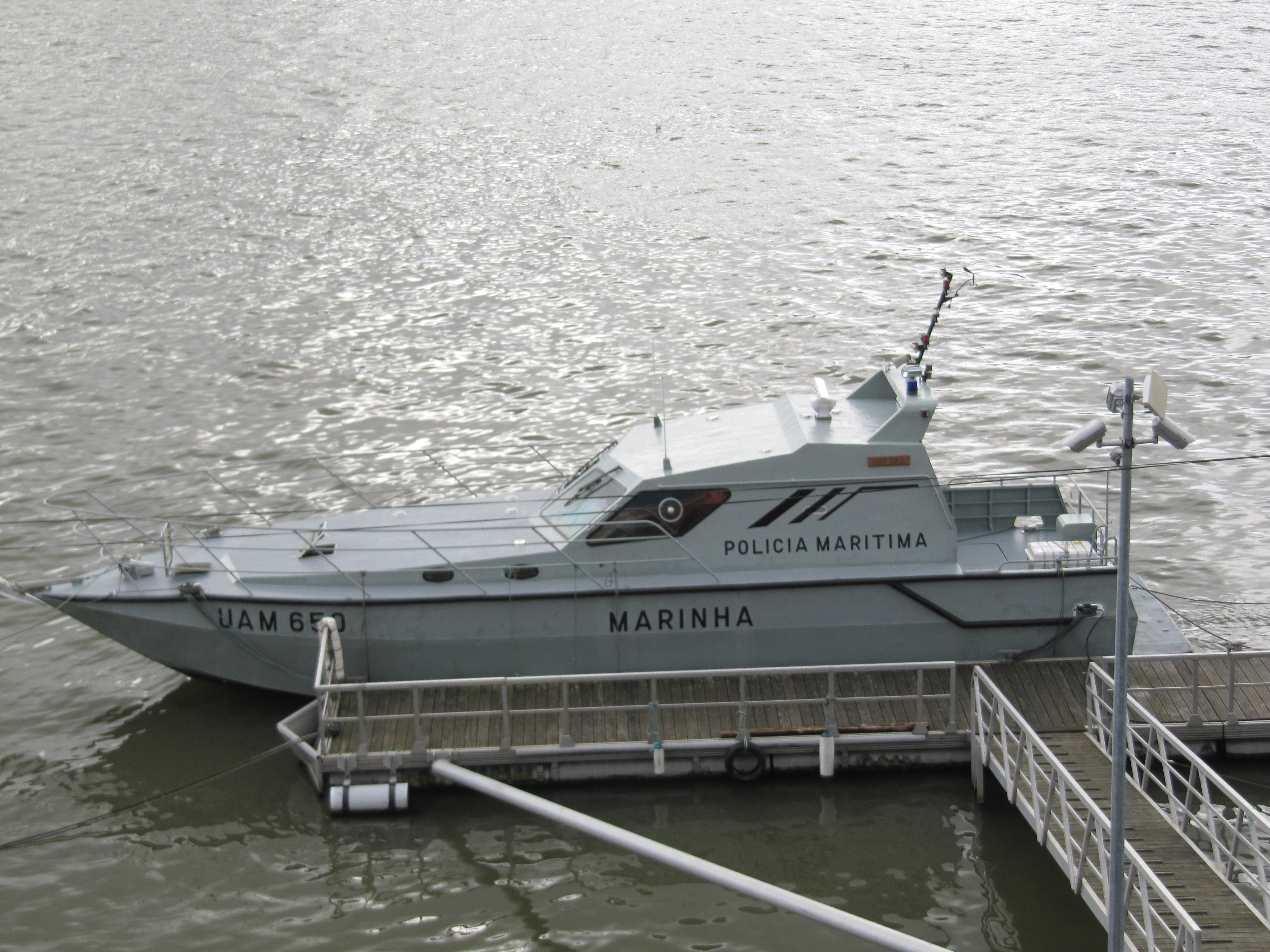
Embarcação da Classe Bolina
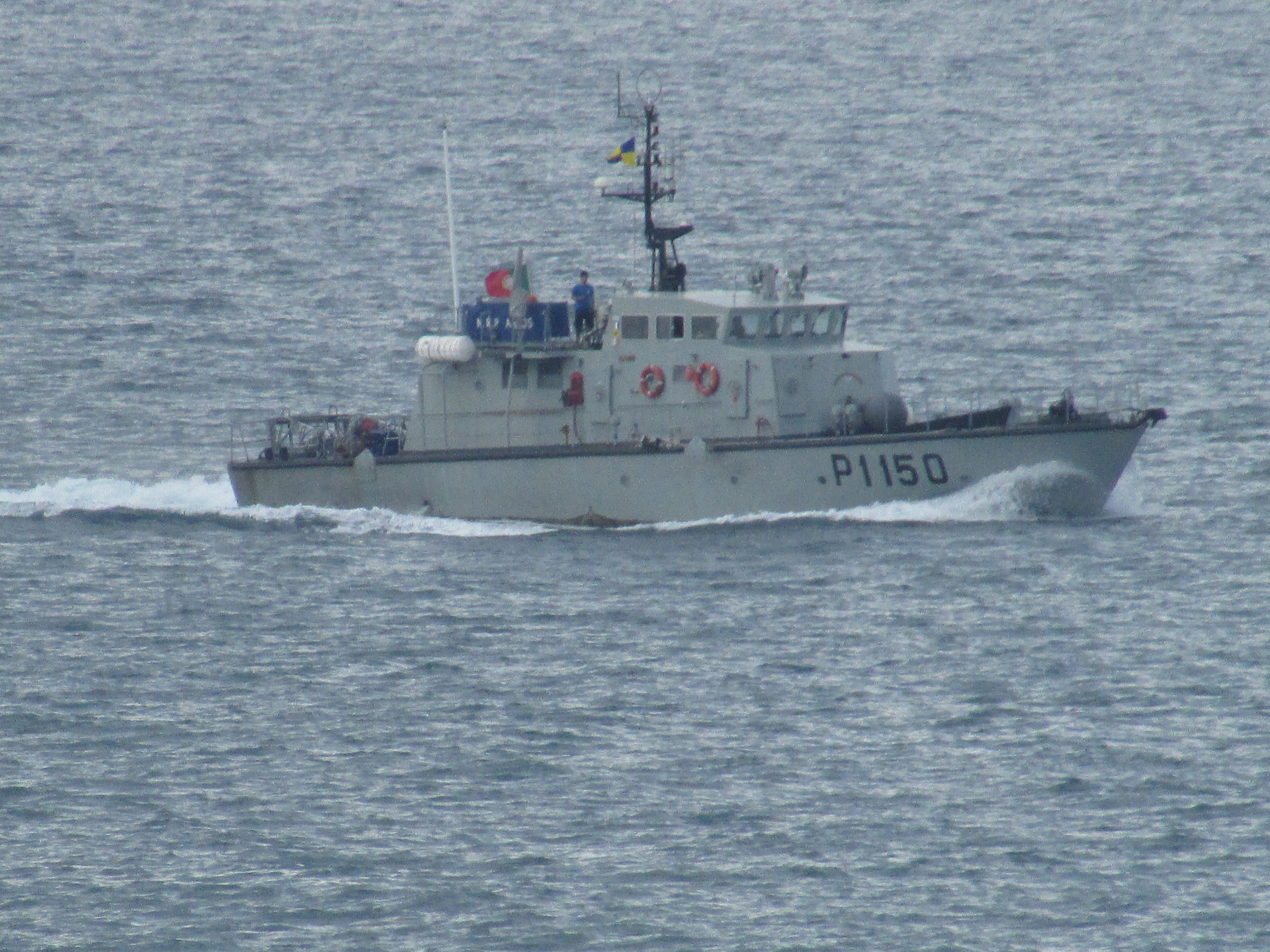
Lancha da Classe Argos
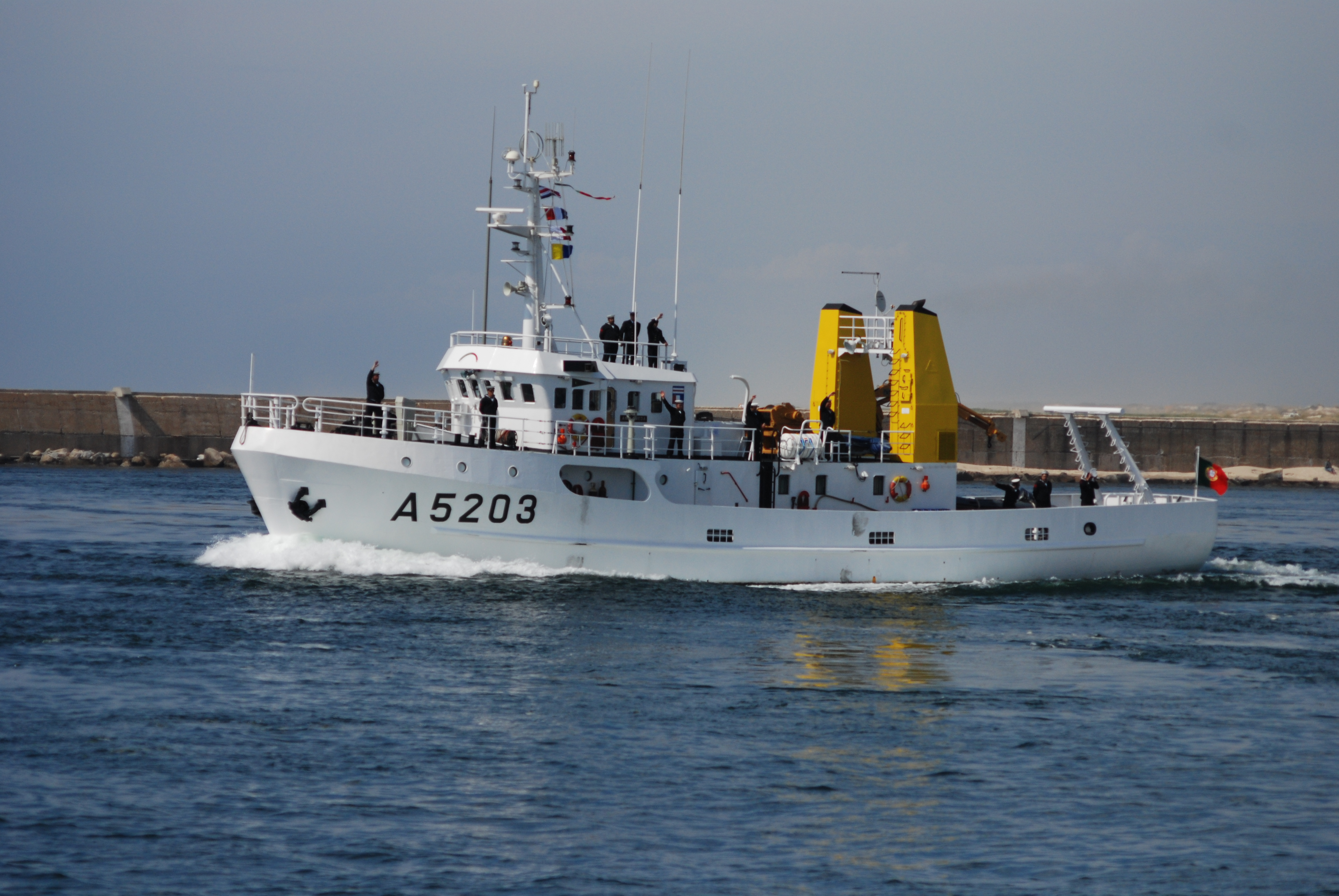
Navio hidrográfico da Classe Andrómeda